# NK Tramošnica
NK Tramošnica je hrv. bosanskohercegovački nogometni klub iz Tramošnice.
Trenutačno se (sezona 2021./22.) natječe u 2. županijskoj ligi PŽ.

## O klubu
NK "Tramošnica" je osnovana 2005. godine.  

## Vanjske poveznice
- nktramosnica.blogger.ba
- sportdc.net, Tramošnica
- orlovo-polje.com, NK Tramošnica
- (engl.) sofascore.com, NK Tramošnica
- (engl.) tipsscore.com, NK Tramošnica  Arhivirana inačica izvorne stranice od 18. travnja 2022. (Wayback Machine)